# رسم رودبار
رســم ِ رودبار  یا رسمه‌رودبار یکی از روستاهای مازندرانی زبان  شهرستان مهدی‌شهر در استان سمنان است. بر پایه سرشماری سال ۱۳۹۰، جمعیت این روستا ۱۱۲ نفر (۲۸ خانوار، ۶۱ زن و ۵۱ مرد) بوده‌است.